# Лунгу, Семён Мефодьевич
Семён Мефодьевич Лунгу (1923 — ?) — бригадир колхоза имени Ленина Суворовского района Молдавской ССР, Герой Социалистического Труда.

## Биография
Родился 7 марта 1923 года в с. Раскаецы Суворовского района Молдавии. Член ВКП(б)/КПСС с 1949 г.
Окончил курсы трактористов (1941). С 1944 года — бригадир тракторной бригады МТС. В 1948—1954 председатель колхоза им. Ленина, с. Карагасаны Суворовского района Молдавской ССР.
С 1955 года, после объединения нескольких хозяйств, — бригадир тракторной бригады колхоза имени Ленина Суворовского района. К 1960 году полностью отказался в своей бригаде от ручного труда. Получал урожайность, ц/га: кукурузы — 47 (400 га), зерновых — 34 (800 га), подсолнечника — 18 (550 га).
Указом Президиума Верховного Совета СССР от 23 июня 1966 года за успехи, достигнутые в увеличении производства и заготовок пшеницы, кукурузы, других зерновых и кормовых культур, присвоено звание Героя Социалистического Труда.
С 1974 года — бригадир бригады комплексной механизации объединения механизации и электрификации сельского хозяйства Совета колхозов Суворовского района Молдавской ССР.
С 1985 г. преподаватель в Суворовском СПТУ-63.
Депутат Совета Национальностей Верховного Совета СССР 9-го и 10-го созывов (1974—1984) от Молдавской ССР.
Жил в Суворовском (с декабря 1991 года — Штефан-Водском) районе (Молдова).

## Награды и звания
Лауреат Государственной премии МССР. Награжден двумя орденами Ленина (23.06.1966; 08.12.1973), орденами Октябрьской Революции (08.04.1971), Трудового Красного Знамени (11.10.1949), «Знак Почёта» (15.02.1957), медалями.